# Список математичних категорій
|  | Службовий список статей, створений для координації робіт з розвитку теми. Це попередження не встановлюється на інформаційні списки і глосарії. |

Наведений нижче список містить категорії на тему Математика.  Поточна кількість категорій в списку: 834.

## Список
Список зазнав фронтального оновлення станом на листопад 2017 року (до оновлення список містив 503 Категорії).
Щодо оновлення див. сторінку "Обговорення".

### E
E (число)

### N
NP-повні задачі

### А
Абсолютна геометрія — Абстрактна алгебра — Абстрактні типи даних — Австралійські математики — Австрійські математики — Автоматизоване планування та диспетчеризація — Автоматичне доведення — Автоматичне керування — Адаптивне керування — Аксіома вибору — Аксіоми теорії множин — Актуарії — Актуарна математика —  Алгебра — Алгебра логіки — Алгебраїчна теорія графів — Алгебраїчна теорія чисел — Алгебри Лі — Алгебристи — Алгебристи за країною — Алгебрична геометрія — Алгебрична топологія — Алгебричні криві — Алгебричні многовиди —  Алгоритми — Алгоритми з симетричними ключами —  Алгоритми керування пам'яттю — Алгоритми класифікації — Алгоритми комп'ютерної графіки — Алгоритми контролю конкурентності — Алгоритми машинного навчання — Алгоритми множення матриць — Алгоритми на графах —  Алгоритми обчислення опуклої оболонки — Алгоритми оптимізації — Алгоритми планування процесора —  Алгоритми пошуку — Алгоритми синтаксичного розбору —  Алгоритми сортування — Алгоритми стиснення без втрат — Алгоритми стиснення з використанням словника — Алгоритми теорії чисел — Алгоритми факторизації — Алгоритмічна теорія інформації — Американське математичне товариство — Аналіз алгоритмів — Аналіз даних — Аналіз просторових даних — Аналіз Фур’є — Аналіз часових рядів — Аналітична геометрія — Аналітична теорія чисел — Англійські математики — Арабські математики —  Арифметика — Арифметика із рухомою комою — Арифметичні операції — Арифметичні функції — Арістотель — Асиметричні алгоритми шифрування — Асимптотичний аналіз —  Атрактори — Афінна геометрія

### Б
Багатовимірна статистика — Багатозначні терміни: кілометри — Багатозначні терміни: числа — Багатолінійна алгебра — Баєсова оцінка — Баєсова статистика — Баєсове висновування — Баєсові мережі — Безкоштовне статистичне програмне забезпечення — Безмежно подільні розподіли ймовірності — Безперервні вейвлети — Безрозмірнісні параметри — Бельгійські математики — Білоруські математики — Бінарні операції — Бінарні послідовності — Біоінформатика — Біокібернетика — Біологічна кібернетика — Блочні шифри — Болгарські математики — Бразильські математики — Британські математики — Булева алгебра

### В
Валлійські математики — Варіаційне числення — Вейвлети — Вектори — Векторне числення — Великі числа — Величини — Взаємодії категорійних змінних — Види графів — Виділення ознак (комп'ютерний зір) —   Визначники — Вимірювання в квантовій механіці — Вимірювання температури — Випадкові процеси — Випадковість — Випускники механіко-математичного факультету КНУ — Вихори — Виявлення та виправлення помилок — Візуалізація графів — Візуалізація даних — Вікіпроєкт:Математика — Вінерівський процес — Вірменські математики — Властивості груп  — Властивості операцій — Вулиці Миколая Коперника

### Г
Гамільтонові шляхи та цикли — Гармонічний аналіз — Ґаусова функція — Гауссів внесок у математику —  Генератори псевдовипадкових чисел — Генератори синтаксичних аналізаторів — Генетичні алгоритми — Географічні інформаційні системи —  Геометри — Геометрична теорія графів — Геометрична топологія — Геометричне вимірювання — Геометричні алгоритми — Геометричні графи — Геометричні перетворення — Геометричні тіла — Геометричні фігури — Геометричні центри — Геометрія —  Геометрія в комп'ютерному зорі — Гіперболічна геометрія —  Геометрія трикутника — Геостатистика — Геш-функції — Гіперкомплексні числа — Гіпотези про прості числа — Глибина — Глибоке навчання — Глибинний аналіз даних — Гомеостаз — Ґотфрід Вільгельм Лейбніц — Границі — Графи (структури даних) — Графи (теорія графів) — Графи, що мають власну назву — Графісти — Графічні моделі — Грецькі математики — Групи Лі

### Д
Давньогрецькі математики — Давньоримські математики — Данські математики — Двійкова арифметика — Двочасткові графи — Дерева (теорія графів) — Дерева (топологія) — Динамічне програмування —  Динамічні системи — Дискретна геометрія — Дискретна математика — Дискретні розподіли — Дисперсійний аналіз — Диференціальна алгебра — Диференціальна геометрія  —  Диференціальна геометрія кривих — Диференціальна геометрія поверхонь — Диференціальна топологія — Диференціальне числення — Диференціальні оператори — Диференціальні рівняння — Диференціальні форми — Діаграми — Дійсність (статистика) — Ділення — Діофантові рівняння — Доведені гіпотези — Довжина — Доктори фізико-математичних наук України — Досконалі графи — Дослідження операцій — Дроби

### Е
Евклід — Евклідова геометрія — Евклідові симетрії — Еволюційна кібернетика — Еволюційні алгоритми — Еволюційні обчислення — Експеримент (теорія ймовірностей) — Експертні системи — Елементарна алгебра — Елементарна математика — Елементарні функції — Еліптичні функції — Емпіричний процес — Ентропія — Ентропія й інформація — Ердеш Пал

### Ж
Жінки-математики

### З
Загальна теорія відносності — Загальна топологія — Застосування штучного інтелекту — Зв'язність (диференціальна геометрія) — Зв'язність графу — Звичайні диференціальні рівняння — Зворотний зв'язок — Зіставляння із взірцем — Знаки — Зображення:Геометричні фігури — Зображення:Логіка — Зображення:Математика —  Зображення:Українські математики — Золотий перетин

### І
Ідеали — Ідентифікатори — Ізраїльські математики — Імовірнісні структури даних — Інваріанти графу — Індійські математики —  Інтеграли — Інтегральне числення — Інтерполяція — Інтерпретації ймовірності — Іранські математики — Ірландські математики — Ірраціональні числа — Ісаак Ньютон — Історія інформатики — Історія комп'ютерної техніки — Історія математики — Італійські математики — Ітераційні методи

### Й
Ймовірнісні моделі — Ймовірнісні парадокси — Ймовірнісні розподіли — Ймовірність

### К
Канадські математики — Кандидати фізико-математичних наук України —  Картини Леонардо да Вінчі — Картографічні проєкції — Квадратичний лишок —  Квантовий комп'ютер — Кватерніони — Келерова геометрія — Китайські математики — Кібернетика — Кібернетики — Кібернетики США — Кібернетики теорія — Кіборги — Кістякове дерево — Класи простих чисел — Класи складності — Класична геометрія — Класична логіка — Класичні шифри — Кластеризація — Клітинні автомати — Книги з математики — Книги про математику — Коваріація та кореляція — Коди автентифікації повідомлень — Кодування — Кодування символів — Кола — Коливання — Комбінаторика — Комбінаторики — Комбінаторна оптимізація — Комбінаторна теорія груп — Комбінаторні алгоритми — Комп'ютерна арифметика —  Комп'ютерний зір — Комп'ютерні мови — Комп’ютеризоване доведення — Комплексний аналіз — Комплексні числа —  Комутативна алгебра — Конвертація за модулем документації — Конічні перетини — Константи — Конструкторська документація — Конфігурації клітинних автоматів — Креслення — Креслярі — Креслярські інструменти — Криві — Криптографи —  Криптографічні алгоритми — Криптографічні геш-функції — Криптографічні примітиви — Криптографія — Криптографія з симетричними ключами — Кристалографія — Критерії нормальності —  Критерії подібності — Кубик Рубіка — Купи (структури даних) — Кути

### Л
Лауреати Філдсівської премії —  Леми — Леонардо да Вінчі — Литовські математики — Лінійна алгебра — Лінійне програмування — Лінійні оператори — Логарифми — Логарифмічні шкали вимірювання — Логіки — Логіки за країною — Логіки Російської імперії — Логіки СРСР — Логіки США — Логічні вирази — Логічні елементи — Логічні операції — Логічні символи — Лоренцеві многовиди — Львівська математична школа — Льюїс Керрол — Лямбда-числення

### М
Марковські моделі — Марковські процеси — Маса — Математика — Математика в Таджикистані —  Математика в Україні — Математика за цивілізаціями — Математика та культура — Математики — Математики XVI століття — Математики XVII століття — Математики XVIII століття — Математики XIX століття — Математики XX століття — Математики XXI століття — Математики в теорії множин — Математики за алфавітом — Математики за країною — Математики за століттям — Математики за фахом —  Математики Російської імперії — Математики США  — Математики Японії — Математична біологія — Математична лінгвістика — Математична література — Математична логіка —  Математична нотація — Математична освіта — Математична статистика —  Математична термінологія —  Математична фізика — Математичне моделювання — Математичне програмне забезпечення — Математичний аналіз — Математичні аксіоми — Математичні аналітики — Математичні відношення — Математичні гіпотези — Математичні журнали — Математичні задачі — Математичні знаки — Математичні ігри — Математичні інструменти — Математичні константи — Математичні моделі — Математичні наукові школи — Математичні об'єкти — Математичні основи комп'ютерної графіки —  Математичні парадокси —  Математичні сайти —  Математичні списки — Математичні структури — Математичні теореми —  Математичні товариства — Математичні тотожності — Математичні шаблони — Машинне навчання — Машинний переклад — Мережевий потік — Метатеореми — Метод скінченних елементів — Методи Монте-Карло — Методи оптимізації — Методи оцінювання (статистика) — Методи розв'язку СЛАР — Методи статистики — Метрична геометрія — Механіко-математичний факультет Київського національного університету — Механічні головоломки — Миколай Коперник — Міри подібності та відстані — Міри складності —  Многовиди — Многогранники — Многокутники —  Многочлени — Множини — Моделі даних — Моделі часових рядів — Моделювання вибору — Модульна арифметика — Молекулярна геометрія — Молекулярне моделювання — Момент (математика) — Морфізми — Мультиплікативні функції

### Н
Наближення — Набори даних у машинному навчанні — Нагороди з математики — Напівемпіричні методи — Нарисна геометрія — Натуральні числа — Науковці Інституту кібернетики НАН України — Науковці Інституту математики НАН України — Науковці механіко-математичного факультету КНУ — Неевклідова геометрія — Незавершені статті з геометрії —  Незавершені статті з інформатики — Незавершені статті з кристалографії — Незавершені статті з логіки — Незавершені статті з математики —  Незавершені статті з теорії множин — Незавершені статті зі статистики — Незавершені статті про алгоритми —  Незавершені статті про математиків — Незавершені статті про число — Незалежність (теорія ймовірностей) — Нейрокібернетика — Нейронні мережі — Некооперативні ігри — Нелінійний аналіз часових рядів — Непараметрична баєсова статистика —  Непараметрична статистика — Неперервні дроби — Неперервні розподіли —  Нерівності — Нерозв'язані проблеми інформатики — Нерозв'язані проблеми математики — Нерозв'язні задачі давнини — Нерухомі точки (математика) — Нескінченність — Нідерландські математики — Німецькі логіки — Німецькі математики — Німецькі статистики — Норвезькі математики — Нормальний розподіл — Норми (математика) — Нотація — Нуль — Нумераційна комбінаторика

### О
Об'єкти теорії графів — Об'єкти, названі на честь Миколая Коперника — Обертання — Обертання в тривимірному просторі — Обирання змінної регресії — Обирання моделі — Області застосування статистики — Обробка зображень — Обробка сигналів — Обчислювальна біологія — Обчислювальна геометрія — Обчислювальна гідродинаміка — Обчислювальна математика — Обчислювальна статистика — Обчислювальна теорія чисел — Обчислювальна фізика — Обчислювальна хімія — Обчислювальні задачі —  Обчислювальні задачі в теорії графів — Обчислювальні науки — Одиниці даних — Одиниці довжини — Одиниці кута — Одиниці маси — Одиниці температури — Одиниці тиску — Одиниці швидкості — Ознаки збіжності — Операції на графах —  Описова теорія множин — Опорно-векторні машини — Оптимальні рішення — Оптимізації компілятора — Оптимізація — Оптимізація програмного забезпечення — Опукла геометрія — Орієнтація — Орієнтовані графи — Ортогональні поліноми — Освітлення в тривимірній графіці — Оцінювання сигналів

### П
Паліндроми — Паралельні алгоритми — Параметрична статистика — Парування — Перевибірка (статистика) — Перевірка статистичних гіпотез — Перестановка —  Перетворення Фур'є — ПЗ для методів скінченних елементів — Пі — Південноафриканські математики — Планарні графи —  Планіметрія — Планування експерименту — Поверхні — Подумкові обчислювачі — Позиційні системи числення — Показникові функції — Поліморфізм (програмування) — Польські математики — Польські статистики — Популяційна динаміка — Портал:Математика — Порядки величин — Потенціал — Потокові шифри — Потужність множин — Похибки та залишки — Пошук — Пошукова оптимізація — Пошукові системи — Правила висновування — Правильні многогранники — Правильні многокутники — Прибирання сміття (інформатика) — Прикладна геометрія — Прикладна ймовірність — Прикладна математика — Прикладне машинне навчання — Проблеми тисячоліття —  Програми математичного моделювання — Програмне забезпечення для статистичного аналізу — Програмне забезпечення добування даних та машинного навчання — Проєктивна геометрія — Прості числа —  Простір — Профілювальники — Процентні ставки —  Псевдовипадковість

### Р
Радянські математики —  Регресійний аналіз — Регулярні графи — Регулярні події та вирази — Режими дії блочних шифрів — Рекреаційна математика  — Рекурентні співвідношення —  Рекурсія — Реляційна модель даних —  Ризик — Рівняння —  Рівняння в частинних похідних — Рівняння математичної фізики — Ріманова геометрія — Роботи Евкліда — Розділи математики — Розмірність — Розпізнавання образів — Розподілені алгоритми —  Розподілені обчислювальні задачі — Розподіли експоненційного сімейства — Розподіли ймовірності не зі скінченною дисперсією — Розріджені матриці — Розфарбування графів — Розшарування  —  Розширення й узагальнення графів — Російські математики — Російські статистики — Румунські математики — Рухи простору — Ряди та послідовності — Рядкові алгоритми

### С
Самоорганізація — Семіотика — Сербські математики — Середні величини — Сербські математики — Символи у вигляді зірки — Симетрія — Симплектична геометрія — Синергетика — Синтаксичний аналіз — Системи автоматичного регулювання — Системи відліку — Системи комп'ютерної алгебри —  Системи координат — Системи небесних координат — Системи обміну трафіком — Системи формальної логіки — Системи числення — Системна біологія — Системна екологія — Системний підхід — Сімейство розподілів з параметрами зсуву та масштабу — Скінченні групи — Скінченні кільця — Скінченні поля — Солітони — Спеціалізовані графи — Спеціальна теорія відносності — Спеціальні функції — Списки математиків — Списки:Статистика — Список об'єктів, названих на честь математиків — Спінори — Спіралі — Сплайни — Спряжені апріорні розподіли —  Статистика — Статистики — Статистики за країною — Статистики Російської імперії — Статистики США — Статистична випадковість — Статистична класифікація — Статистична обробка сигналів — Статистичне висновування — Статистичний аналіз — Статистичні графіки та діаграми — Статистичні дані — Статистичні інтервали — Статистичні критерії — Статистичні критерії для таблиць спряженості — Статистичні наближення — Статистичні організації — Статистичні параметри — Степеневі закони —  Стереометрія — Стереофотограмметрія — Стиснення зображень — Стійкі розподіли — Стійкість — Стохастичні диференціальні рівняння — Стохастичні моделі —  Структури на многовидах — Структурний аналіз — Суперорганізм — Суперсиметрія — Сфери — Сферична геометрія — Сферична тригонометрія

### Т
Таблиця спряженості — Таджицькі математики — Твори Льюїса Керрола — Твори про математику — Температура — Тензори в ЗТВ — Тензорне числення — Теореми — Теореми в абстрактній алгебрі — Теореми в алгебрі — Теореми в комплексному аналізі — Теореми в математичному аналізі — Теореми в теорії груп — Теореми в теорії чисел — Теореми геометрії — Теореми дискретної геометрії — Теореми дискретної математики — Теореми засад математики — Теореми комбінаторики — Теореми опуклої геометрії — Теореми про ізоморфізми — Теореми про нерухому точку — Теореми про прості числа — Теореми теорії графів — Теореми топології — Теоретична інформатика —  Теорії двоїстості — Теорія автоматів — Теорія алгоритмів — Теорія біфуркацій —  Теорія випадкових процесів — Теорія виявлення — Теорія відносності — Теорія Галуа — Теорія ґраток — Теорія графів — Теорія груп — Теорія динамічних систем —  Теорія дискретних функціональних систем — Теорія доведення — Теорія збурень — Теорія ігор — Теорія інваріантів — Теорія інформації — Теорія ймовірнісної складності —  Теорія ймовірностей — Теорія ймовірностей та математична статистика — Теорія катастроф — Теорія категорій — Теорія керування — Теорія кілець — Теорія кодування — Теорія коливань — Теорія компіляторів — Теорія криптографії — Теорія масового обслуговування — Теорія матриць — Теорія мереж — Теорія мінорів графів — Теорія міри — Теорія множин — Теорія моделей — Теорія модулів — Теорія Морса  — Теорія надійності — Теорія нескінченних груп — Теорія обчислювального навчання — Теорія операторів — Теорія оптимізації — Теорія оцінювання — Теорія полів — Теорія порядку — Теорія потенціалу — Теорія представлень — Теорія прийняття рішень — Теорія Рамсея — Теорія рекурсії — Теорія решіт — Теорія розмірності — Теорія розподілів імовірності — Теорія сингулярностей — Теорія систем — Теорія складних систем — Теорія складності обчислень — Теорія струн  — Теорія типів — Теорія хаосу — Теорія чисел — Термодинаміка — Термометри — Тести простоти — Технічний аналіз  — Типи даних — Типи матриць — Типи розподілів імовірності —  Типи статистичних даних — Типи функцій — Тиск — Топології на підмножинах дійсної площини —  Топології на підмножинах дійсної прямої — Топологічна теорія графів — Топологічні простори — Топологічні простори з довільним носієм — Топологія — Точність та прецизійність —  Трансцендентні криві —  Трансцендентні числа — Тривимірна графіка — Тригонометричні функції — Тригонометрія — Трикутники

### У
Увипадковлені алгоритми — Угорські математики — Узагальнення похідної — Узбецькі математики — Українські алгебристи — Українські інформатики — Українські кібернетики — Українські математики — Українські механіки — Українські програмісти — Українські статистики — Універсальна алгебра — Управління конкурентним виконанням — Усні обчислення — Установи Відділення математики НАН України

### Ф
Фігурні числа — Фізичні величини — Філософія математики — Філософія штучного інтелекту — Фінансова математика — Фінансовий аналіз — Фінансові коефіцієнти — Фінські математики — Формалізація даних — Формальна логіка — Формальні методи — Формальні мови — Формальні системи — Формальні теорії арифметики — Фрактали — Французькі алгебристи — Французькі криптографи — Французькі математики — Фрески Леонардо да Вінчі — Фундаментальний аналіз — Функції вищого порядку — Функції та відображення — Функціональне програмування — Функціональний аналіз

### Х
Хаотичні відображення — Характеристики векторного поля — Хемоінформатика — Хешування — Хіральність — Хорватські математики

### Ц
Цифри — Цифрова обробка сигналів — Цілі числа — Цілочисельні послідовності

### Ч
Черги з пріоритетом — Чеські математики — Чисельне інтегрування —  Чисельні методи — Чисельні методи розв'язування рівнянь — Числа — Числа з власними іменами — Числа Фібоначчі — Числення — Числення багатьох змінних — Числення висловлень — Числова лінійна алгебра — Числові послідовності — Члени Американського математичного товариства — Чотирикутники — Чудові точки трикутника

### Ш
Шарування — Шведські математики — Швейцарські математики — Швидкість — Шифри — ШІ-прискорювачі — Шкали температури — Шотландські математики — Штучний інтелект

### Ю
Юнікод

### Я
Ядрові методи для машинного навчання